# جوزيف شميت
جوزيف شميت (بالألمانية: Joseph Schmidt)‏ (و. 1904 – 1942 م) هو مغني أوبرا، ومغني، وممثل أفلام، وممثل، من رومانيا، ولد في بوكوفينا، توفي عن عمر يناهز 38 عاماً بسبب نوبة قلبية.

## وصلات خارجية
- جوزيف شميت على موقع IMDb (الإنجليزية)
- جوزيف شميت على موقع ميوزك برينز (الإنجليزية)
- جوزيف شميت على موقع أول موفي (الإنجليزية)
- جوزيف شميت على موقع ديسكوغز (الإنجليزية)
- جوزيف شميت على موقع قاعدة بيانات الفيلم (الإنجليزية)
- جوزيف شميت على موقع كينوبويسك (الروسية)